# Symbol of Life
Symbol of Life – dziewiąty album studyjny brytyjskiej grupy Paradise Lost.

## Lista utworów
1. "Isolate" – 3:43
2. "Erased" – 3:31
3. "Two Worlds" – 3:29
4. "Pray Nightfall" – 4:11
5. "Primal" – 4:23
6. "Perfect Mask" – 3:46
7. "Mystify" – 3:49
8. "No Celebration" – 3:45
9. "Self Obsessed" – 3:07
10. "Symbol of Life" – 3:55
11. "Channel for the Pain" – 3:53
12. "Xavier" (Dead Can Dance) – 6:04
13. "Small Town Boy" (Bronski Beat) – 5:20

Utwory 12 i 13 są dodatkowymi utworami znajdującymi się na limitowanej edycji albumu.